# Liaison Interne Satellite Aérogare

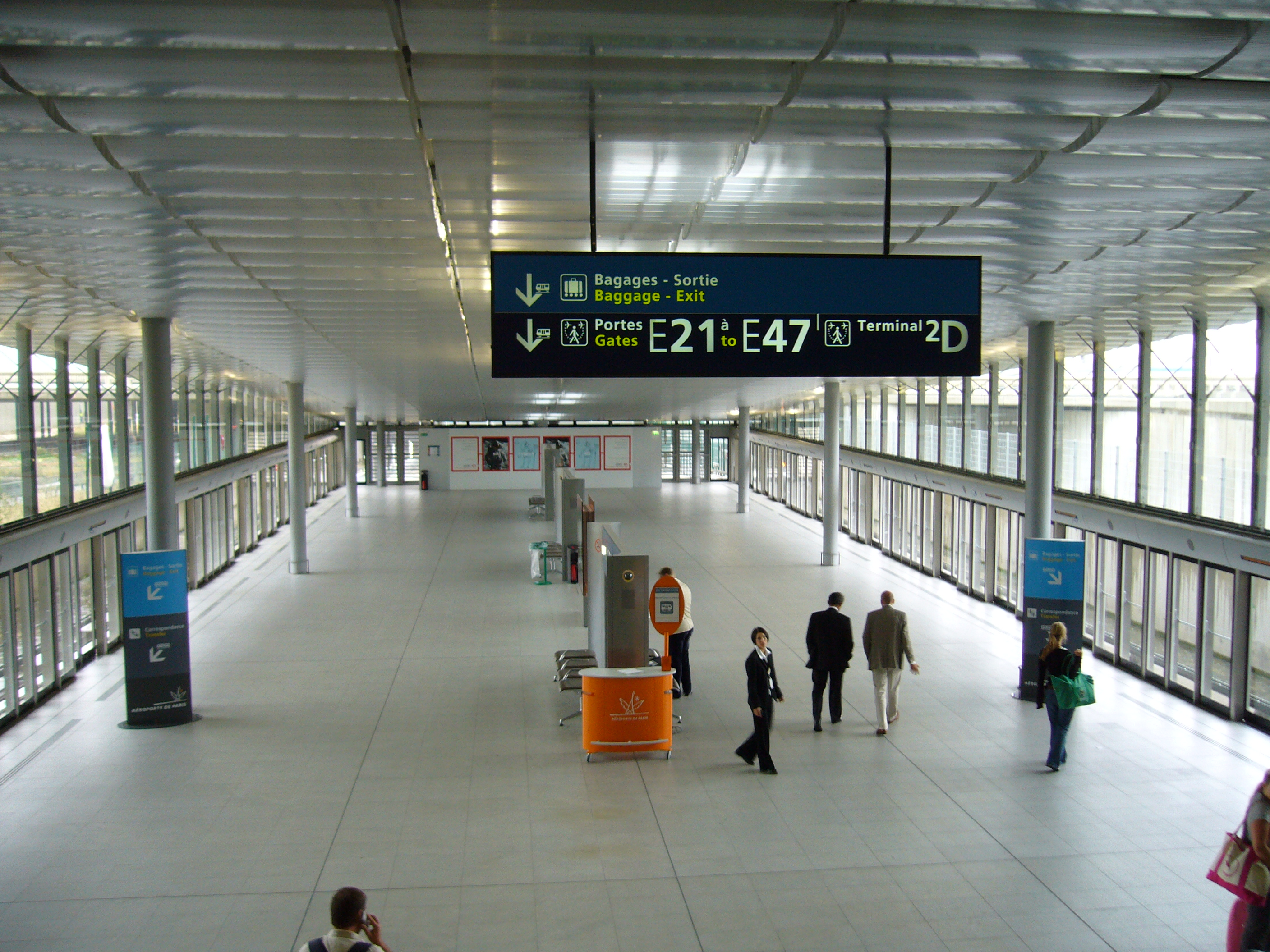
Stanice Satellite S3

Liaison Interne Satellite Aérogare zkráceně LISA (česky Vnitřní spojení s terminálem Satellite) je název druhé linky lehkého metra CDGVAL, které slouží k bezplatné přepravě cestujících a zaměstnanců na  Letišti Charlese de Gaulla, největším letišti v Paříži.
Linka byla zprovozněna 27. června 2007. Současně s ní byl otevřen terminál Satellite S3, který je prioritně určen pro nástup do letadel Airbus A380. Terminál tvoří jednu ze dvou stanic linky. Druhou stanicí je Terminal 2E. Linka je konstruována jako lehké metro v systému VAL a jsou na ní nasazeny vozy typu VAL 208. Dráha je dlouhá pouhých 650 metrů a vlak ji ujede za 45 sekund. Linka je v provozu nepřetržitě po celý den. Vlaky jezdí přes den ve dvouminutovém intervalu a mohou za hodinu převézt 4500 cestujících v každém směru. Stanice se nacházejí již v chráněném prostoru a na nástupiště tak mají přístup pouze pasažéři, kteří již byli odbaveni.
V současné době je ve výstavbě dalších několik set metrů tratě východním směrem.[kdy?] V roce 2012 se plánuje otevření dalšího terminálu Satellite 4, který bude propojen právě linkou LISA.

Plánek linky 2